# Stazione di Soleto
La stazione di Soleto è una stazione ferroviaria al servizio del comune di Soleto, posta sulla linea Lecce-Gallipoli. Gestita dalle Ferrovie del Sud Est, è entrata in servizio nel 1884, assieme al tronco Zollino-Nardò della linea Zollino-Gallipoli.

## Servizi
La stazione dispone di:
- Biglietteria a sportello e automatica
- Servizi igienici
- Area per l'attesa
- Accessibilità per portatori di handicap
- Parcheggio di scambio
- Fermata autolinee extraurbane

## Movimento
La stazione è servita dai treni regionali svolti dalle Ferrovie del Sud Est nella relazione Lecce - Gallipoli via la linea 5.